# Atari Portfolio
Atari PORTFOLIO (PORTFOLIO) је био џепни рачунар фирме Атари (Atari) који је почео да се производи у САД од 1989. године.
Користио је Intel 80C88 као микропроцесор. RAM меморија рачунара је имала капацитет од 128 kb (до 640 kb). 
Као оперативни систем кориштен је DIP-DOS (компатибилан са MS DOS 2.11).

## Детаљни подаци
Детаљнији подаци о рачунару PORTFOLIO су дати у табели испод.
|                       |                                                   |
| [ 1 ]                 |                                                   |
| Произвођач            | Атари                                             |
| Тип                   | џепни рачунар                                     |
| Меморија              | 128 (до 640 )                                     |
| Поријекло             | Сједињене Америчке Државе                         |
| Година                | 1989                                              |
| Тастатура             | калкулаторски тип, 63 тастера                     |
| Процесор              |                                                   |
| Фреквенција процесора | 4,9512                                            |
| RAM                   | 128 (до 640 )                                     |
| ROM                   | 256                                               |
| Текст                 | 40 x 8 (Supertwist LCD показивач)                 |
| Графика               | 260 x 64 тачака                                   |
| Боја                  | једна боја                                        |
| Звук                  | мали звучник                                      |
| Димензије             | 7,8 x 4,1 x 1,2 инча / 15,87 ounces са батеријама |
| Портови               |                                                   |
| Оперативни систем     | (компатибилан са MS DOS 2.11)                     |